# Стефан Ватев
Стефан Ветев Ватев е български лекар, първият български професор по педиатрия, антрополог, събирач на фолклор, редовен член (академик) на БАН от 1898 г.

## Биография
Стефан Ватев е роден на 6 февруари 1866 г. в Ловеч. Завършва гимназия в Пардубице, Чехия (1882). Работи като учител в Габрово и София. Завършва медицина с докторат в Лайпциг (1893) и специализира детски болести в Берлин. Работи като лекар в Ловеч и Силистра. От 1914 година живее в къща на днешната улица „Кузман Шапкарев“ №1 (София), построена по проект на архитект Никола Лазаров.
Назначен за ръководител на Детското отделение в Александровската болница в София-първото в България (1905). Лекарите Ст. Ватев, М. Русев и П. Ораховац имат особени заслуги за откриването на Медицинския университет в София, най-старата институция за висше медицинско образование в България, основан с декрет на цар Фердинанд през 1917 г. като Факултет по медицина към Софийския университет. Те подготвят болничните отделения на Александровската болница за нуждите на бъдещите клиники на факултета и организират обучението на преподавателски кадри. По инициатива на Ватев, Киров и Павлович през 1918 г. започва строеж на нова сграда на Александровската болница, завършена през 1926 г. Там е изградена детска консултация през 1924 г., която е първата здравно-съвещателна станция за майки и деца, където Стефан Ватев на обществени начала дава съвети за отглеждането и храненето на децата.
Директор на Дирекцията за опазване на общественото здраве при МВР (1908 – 1911). Две години е председател на Върховния медицински съвет. По време на войните (1912 – 1918) е главен инспектор на Доброволническата санитарна служба и дружеството „Червен кръст“ при Главната квартира на Действащата армия и завеждащ IV местна военна болница в София.
Преподавател във Висшето училище по съдебна медицина и детски болести (1899 – 1936). Хоноруван доцент (1889), редовен доцент (1921), извънреден професор (1923) и редовен професор (1927). Декан на Медицинския факултет на Софийския университет (1927 – 1928). Действителен член на Българското книжовно дружество (БАН) от 1898 г. Деловодител (1898), секретар (1900 – 1901) и председател (1923 – 1924, 1930 – 1931) на природо-математическия клон на БАН.
Стефан Ватев е член на Антропологическото дружество в Париж, Берлинското дружество за антропология, етнология и праистория, Германското дружество по педиатрия и др. Събира над 400 народни песни, публикувани в „Периодическо списание“. Участва редовно в международни конгреси по медицина в чужбина. Един от основателите на Българския лекарски съюз (1901) и Ловчанското културно-благотворително дружество в София. Председател на научния комитет за подготовка и издаване на сборник „Ловеч и Ловчанско“. Председател на Ловчанското читалище „Наука“ и един от основателите на музея към него. Улица в Ловеч носи неговото име.

### Награди
- Орден „За гражданска заслуга“ III и II ст.
- Орден „Свети Александър“ IV степен
- Медал „За наука и изкуство“ сребърен
- Почетен член на Дружество „Юнак“, Дружество „Червен кръст“, Дружество „Инвалид“ и Ловчанско читалище „Наука“
- Провъзгласен за Почетен гражданин на Ловеч на 26 ноември 1936 г. „За заслуги и плодотворна дейност в продължение на 50 години за напредъка на българската наука и родния град“.
- Почетен гражданин на София.